# Лисогір Йосип Ількович
Йосип Ількович Лисогір (25 травня 1911, Нортгемптон, штат Пенсільванія, США — 31 січня 2006, Орландо, штат Флорида, США) — український громадсько-політичний діяч, публіцист.
Голова Українського народного союзу (1962—1979). Президент Світового Конґресу Українців (1969—1971).

## Життєпис
Народився 25 травня 1911 року в місті Нортгемптон, штат Пенсільванія, США. У 1933 році закінчив Нью-Йоркський університет.
Під час Другої світової війни служив в американській армії в Європі. З 1962 року — Голова Українського народного союзу, також був заступником президента УККА.
Один з ініціаторів заснування тижневика «Свобода» (США), опублікував низку статей у ньому. Був одним із ініціатором заснування кафедри українознавства в Гарвадському університеті.
Брав активну участь, зокрема очолював виконавчий комітет, у відкритті пам'ятника Т. Шевченку у Вашингтоні (1964; скульптор Л. Молодожанин, арх. Р. Жук).
Похований на кладовищі «Індіянтавн Геп» у Пенсильванії.

## Нагороди та відзнаки
- 1997 нагороджений Світовим конґресом вільних українців Шевченківською медаллю Свободи.

## Сім'я
- Батько — Ілько Лисогір[4]
- Мати — Ганна Пюрків
- Дружина — Марія Полиняк-Лисогір (1917—2004) — українська співачка у США (ліричне сопрано).[5]